# Chi Aquilae
Chi Aquilae (47 Aquilae) é uma estrela múltipla na direção da constelação de Aquila. Possui uma ascensão reta de 19h 42m 34.01s e uma declinação de +11° 49′ 35.8″. Sua magnitude aparente é igual a 5.28. Considerando sua distância de 751 anos-luz em relação à Terra, sua magnitude absoluta é igual a −1.53. Pertence à classe espectral F3V:+....